# Флаг Тарко-Сале
Флаг муниципального образования город Та́рко-Сале́ Пуровского района Ямало-Ненецкого автономного округа Тюменской области Российской Федерации — опознавательно-правовой знак, служащий официальным символом муниципального образования.
Флаг утверждён 5 июня 2007 года и внесён в Государственный геральдический регистр Российской Федерации с присвоением регистрационного номера 3353.

## Описание
«Флаг города представляет собой полотнище с отношением ширины к длине 2:3 синего цвета с тремя белыми полосами шириной в 1/15 от длины полотнища, идущими от центра верхнего края и из нижних углов от древка и свободного края полотнища и сходящимися на границе средней и нижней горизонтальных его третей. На полотнище помещены изображения: по сторонам от полос — жёлтых елей и белых стилизованных горностаевых хвостов, ниже полос — жёлтой белки».

## Символика
Флаг муниципального образования город Тарко-Сале составлен на основе герба муниципального образования город Тарко-Сале, по правилам и традициям геральдики, и отражает исторические, культурные, социально-экономические, национальные и иные местные традиции муниципального образования город Тарко-Сале.
Синее полотнище и белые горностаевые хвосты служат указанием на северное положение территории. Кроме того, сами хвостики, усеивающие полотнище, олицетворяют собой буровые вышки.
Вилообразный крест символизирует слияние двух рек, а также выступает полугласной эмблемой к наименованию города.
Ели и белка служат знаками природной чистоты и богатства недр.